# Algier Frit
Algier Frit var et et solidaritetsblad, som støttede den algierske befrielsesbevægelse, FLN. Bladet udkom med ca. 10 numre i to årgange 1960-1962. I marts 1962 fik Algeriet sin uafhængighed. Bladet Algier Frit havde allerede inden den endelige fredsaftale udvidet sit emneområde. Bladet skiftede året før (maj 1961) navn til Internationalt Perspektiv med undertitlen Algier Frit. Siden gled navnet Algier helt ud, således at bladet hed Internationalt Perspektiv, tidsskrift for udenrigspolitik. 

## Baggrund
Fjerde Internationale havde tætte kontakter til den algierske frihedsbevægelse, der kæmpede mod det franske koloniherredømme, bl.a. fordi det franske kommunistparti valgte at støtte op om sit lands koloniherredømme frem for at støtte Algeriets befrielsesbestræbelser. Den danske gruppe Revolutionære Socialister fik i kraft af kontakter gennem Fjerde Internationale en central rolle både i en udadvendt dansk støttekomité til fordel for Algeriet og i et mere snævert arbejde med at levere materiel til den algierske undergrundshær i tiden 1959-62. 
Initiativet kom fra folk i Fjerde Internationales ledelse, som havde nær kontakt med FLN. Det var navnlig Georg Jungclas - en erfaren tysk trotskist, som i Hitler-perioden havde levet som emigrant i Danmark og her havde været knudepunkt for opbygningen af de første danske trotskistiske grupper. Og ikke mindst grækeren Michel Pablo, som i en årrække efter Anden Verdenskrig fungerede som organisatorisk leder af Fjerde Internationale.
De danske trotskisters vigtigste opgave var leverancen af forskellige mekaniske dele til FLN. Det drejede sig bl.a. om præcisionsbor og fjedre til magasiner, som de danske trotskister kunne få produceret eller købe færdige i Danmark og levere efter aftale med ledende FLN-folk, bl.a. oberst Boumedienne. Via papirfirmaet Erges, som trotskisterne havde købt, kunne disse dele eksporteres til FLN.
Erfaringerne fra solidaritetsarbejdet med Algeriet videreførte Revolutionære Socialister bl.a. i et mindre vellykket forsøg på at igangsætte solidaritetsaktioner med den spanske venstrefløj mod Francostyret. Langt mere vellykket blev arbejdet med at samle en dansk Vietnambevægelse på et klart politisk grundlag. På dette tidspunkt var Internationalt Perspektiv for længst gået ind.

## Indhold
I bladets første nummer offentliggjordes De 121’s Manifest, som var underskrevet af kendte franske intellektuelle. Manifestet krævede at den franske regering anerkendte Algierkrigen som en legitim befrielseskamp og samtidig protesterede manifestet mod franskmændenes udbredte brug af tortur . I bladets første numre blev gjort et stort arbejde for at udbrede manifestet blandt danske politikere. Da bladet skiftede navn, begyndte det at beskæftige sig med andre kolonikrige og med apartheidspørgsmålet i Sydafrika.

## Redaktion
Til at understøtte opgaven med at opbygge en udadvendt dansk støttekomité startedes bladet Algier Frit. Her valgte de danske trotskister at sætte venligtsindede ikke-trotskister i front af hensyn til budskabets udbredelse. Algier Frit fik derfor i begyndelsen bl.a. den gamle Spaniensfrivillige Leo Kari som chefredaktør. Senere blev han erstattet af Jan Stage samtidig med at tidsskriftet skiftede navn. Første nummer af Algier Frit udkom efter cirka et års forsinkelse i 1960 og blev anmeldt i Danmarks Kommunistiske Ungdoms blad Fremad under overskriften Provokatører i arbejde. Selv om bladets levetid var kort, lykkedes det at inddrage mange i redaktionsarbejdet, herunder nogle kendte navne på venstrefløjen:
- Jens Oustrup Jensen (nr. 1-2, 1. årgang)
- Bente Hansen (nr. 1-5, 1. årgang)
- Leo Kari (nr. 2-3, 1. årgang)
- Ilja Thiele (nr.4-5, 1. årgang)
- Jan Stage, Preben Kinck og Micel Lacor (nr. 7, 1. årgang – nr. 5/6 2. årgang)
- Jørgen Bruun Hansen (nr.4/5 – nr. 5/6, 2. årgang)
- Erik Stinus (nr.4/5 – nr. 5/6, 2. årgang)